# Lago Zeller
El lago Zeller (en alemán: Zellersee) es parte del lago Unter, la parte más baja del lago Constanza. Está situado en la bahía de Radolfzell am Bodensee, entre la península de Mettnau hacia el norte, y la de Höri, hacia el sur.

## Características
Tiene una profundidad máxima de 22 metros, un área de 11 km² y se encuentra a una altitud de 395 metros.